# Megatoma cylindrica
Megatoma cylindrica là một loài bọ cánh cứng trong họ Dermestidae. Loài này được Kirby miêu tả khoa học năm 1837.